# Parque nacional Chiloé
El Parque Nacional Chiloé es un parque nacional chileno, ubicado en la costa occidental de la Isla Grande de Chiloé, en la  Región de Los Lagos. Abarca 43057 ha divididas en dos sectores: el más pequeño, llamado Chepu, está en la comuna de Ancud, mientras que el resto, llamado Abtao, está en las comunas de Dalcahue, Castro y Chonchi. La mayor superficie del Parque corresponde a colinas de la Cordillera de la Costa, conocida en esta zona con el nombre de Cordillera del Piuchén. Los ambientes protegidos son zonas de dunas, bosque valdiviano, alerzales, y turberas.

## Historia
Se creó mediante el Decreto Supremo N.º 734, en el año 1983, como consecuencia del conflicto ocasionado por la denuncia contra el Proyecto Astillas de Chiloé de la década anterior. Con el tiempo ha disminuido su superficie en más de 4500 ha porque en sectores aledaños hay comunidades huilliches que en un principio habían quedado dentro del área protegida. Por lo tanto, no podían ejercer su derecho de propiedad ni realizar legalmente sus actividades de extracción de recursos. Primero se desafectó, es decir, perdió su condición de área protegida, la zona del Lago Huelde en la comunidad de Chanquín, posteriormente se hizo lo mismo con una franja de playa y tierra entre Huentemó y el río Colecole y finalmente otra franja entre el río Colecole y el río Anay, que quedaron bajo el control de la comunidad de Huentemó. En estos lugares desafectados se llevan a cabo proyectos conjuntos de conservación y turismo entre la Corporación Nacional Forestal y las comunidades indígenas.

## Vías de acceso
Para el sector sur o "Anay" existen tres entradas. La primera y más usada es la entrada por Cucao. Por la Ruta CH-5 desde Castro hacia el sur hasta el cruce Notuco, son 24 km de camino asfaltado. Desde allí se sigue por un camino secundario asfaltado que conduce al poblado de Cucao en un tramo de 34,5 km. Al otro lado del puente sobre el río Desaguadero o río Cucao está la entrada principal, con oficinas de CONAF, áreas para acampar, un pequeño museo y senderos educativos. La segunda entrada se encuentra al otro lado del río Anay; desde Cucao se sigue el camino de ripio hasta el sector de Chanquín y luego se atraviesa la playa de Deñal, hasta llegar a Huentemó, allí se toma una senda que en sus primeros tramos contiene un camino de madera o "planchado" y luego bordea la ladera de un cerro hasta llegar a la playa de Quiutil, al final de ella está el río Colecole, que debe vadearse y seguir por un sendero de dos horas a través del bosque hasta llegar al río Anay, que también debe vadearse para arribar al refugio que está al final de la playa. La tercera entrada se encuentra en la senda hacia el río Abtao y antes de viajar se requiere comunicar la fecha del viaje en las oficinas de CONAF de Castro, pues no existen guardaparques en esa zona ni señalización suficiente y es frecuente que los visitantes se extravíen. Desde la Panamericana se toma la ruta denominada "Camino al Pacífico" y se puede recorrer en vehículo de tracción simple hasta el río Chilcón (15 km), a partir de ahí es posible seguir en vehículos de doble tracción, a caballo o a pie hasta una planicie de pastizales de altura ("campaña"), a continuación solo es posible transitar a pie (3-5 h) o a caballo por la cordillera de Piuché hasta llegar a la entrada del Parque, contigua a instalaciones científicas de la Universidad de Chile y un refugio. Desde allí hasta la costa del Pacífico y la desembocadura del río Abtao hacen falta unas 7-9 h de caminata y se desciende por bosques de diferentes tipos, incluidos alerzales quemados y algunos alerzales vivos que fueron declarados Monumento Nacional del país. Junto a la playa de Abtao predomina el bosque siempreverde valdiviano.
Para el sector norte o "Chepu" existe una entrada. Desde Ancud por la Ruta CH-5 al sur, hasta el cruce a Chepu, tramo de 25 km de camino pavimentado. La ruta continúa por un camino ripiado hasta Puerto Anguay, distane 14 km. Desde Puerto Anguay se requiere un recorrido en bote aguas abajo por el río Chepu y luego continuar a pie por un sendero, principalmente costero, de 14 km de longitud hasta llegar al río Lar, lugar donde se encuentra la entrada al parque, sin servicios ni personal permanente de CONAF. El recorrido total dura unas 4 h.

## Clima
Tiene un clima templado lluvioso, con temperaturas medias anuales de 11 °C y precipitaciones abundantes repartidas de manera bastante uniforme durante todo el año, variables según la altitud. En la costa del Pacífico se registran unos 3000 mm anuales, en las partes altas de la Cordillera del Piuchén, cerca de 5000 mm y en las tierras al este de las colinas, poco más de 2500 mm. 

## Flora y fauna

### Flora

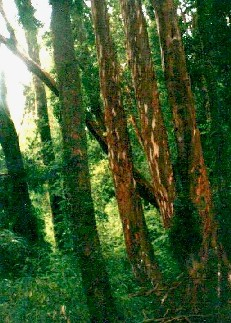
El bosque de arrayanes de Colecole es uno de los sectores desafectados. Fue entregado a particulares de la comunidad de Huentemó.

La formación vegetal predominante es la selva valdiviana, un bosque denso formado por árboles siempreverdes, arbustos y plantas trepadoras. En los cerros también hay grandes sectores de turberas, y tepuales. Y en las dunas existen comunidades vegetales que deben enfrentar la falta de nutrientes y la salinidad.
Las especies de la flora valdiviana más representativas son el arrayán (Luma apiculata), la quila (Chusquea quila), el tique u olivillo (Aextoxicon punctatum) y la tepa (Laureliopsis philippiana). En los suelos de mal drenaje crece el alerce (Fitzroya cupressoides), que forma bosques casi puros o asociados a tepú (Tepualia stipularis) y a ciprés de las Guaitecas (Pilgerodendron uviferum). En las dunas prolífera el pangue (Gunnera tinctoria), la frutilla de arena Fragaria chiloensis y la gramínea Ammophila arenaria, que se introdujo para controlar el avance de las dunas. Otra planta que se destaca a causa de su forma y color es el poe (Fascicularia bicolor), que crece sobre los árboles o entre las rocas.
La formación llamada tepual es un bosque de tepúes que con sus troncos entrelazados forman una maraña que permite que sobre ellos se forme un suelo falso de musgos y epífitas a varios metros del suelo verdadero. Este suelo falso hace que sea muy peligroso transitar por un tepual cuando no se ha advertido su existencia o no se tienen precauciones.

### Fauna
La fauna del Parque está formada principalmente por aves y mamíferos marinos. En el islote Metalqui existe una gran colonia de lobos marinos.
Los mamíferos terrestres son escasos. En las áreas boscosas habita el pudú (Pudu puda), uno de los ciervos más pequeños del mundo y el zorro chilote o de Darwin (Pseudalopex fulvipes), una especie en peligro de extinción. En las desembocaduras de los ríos hay huillines (Lutra provocax) que se alimentan de mariscos y peces.

## Lugares de interés

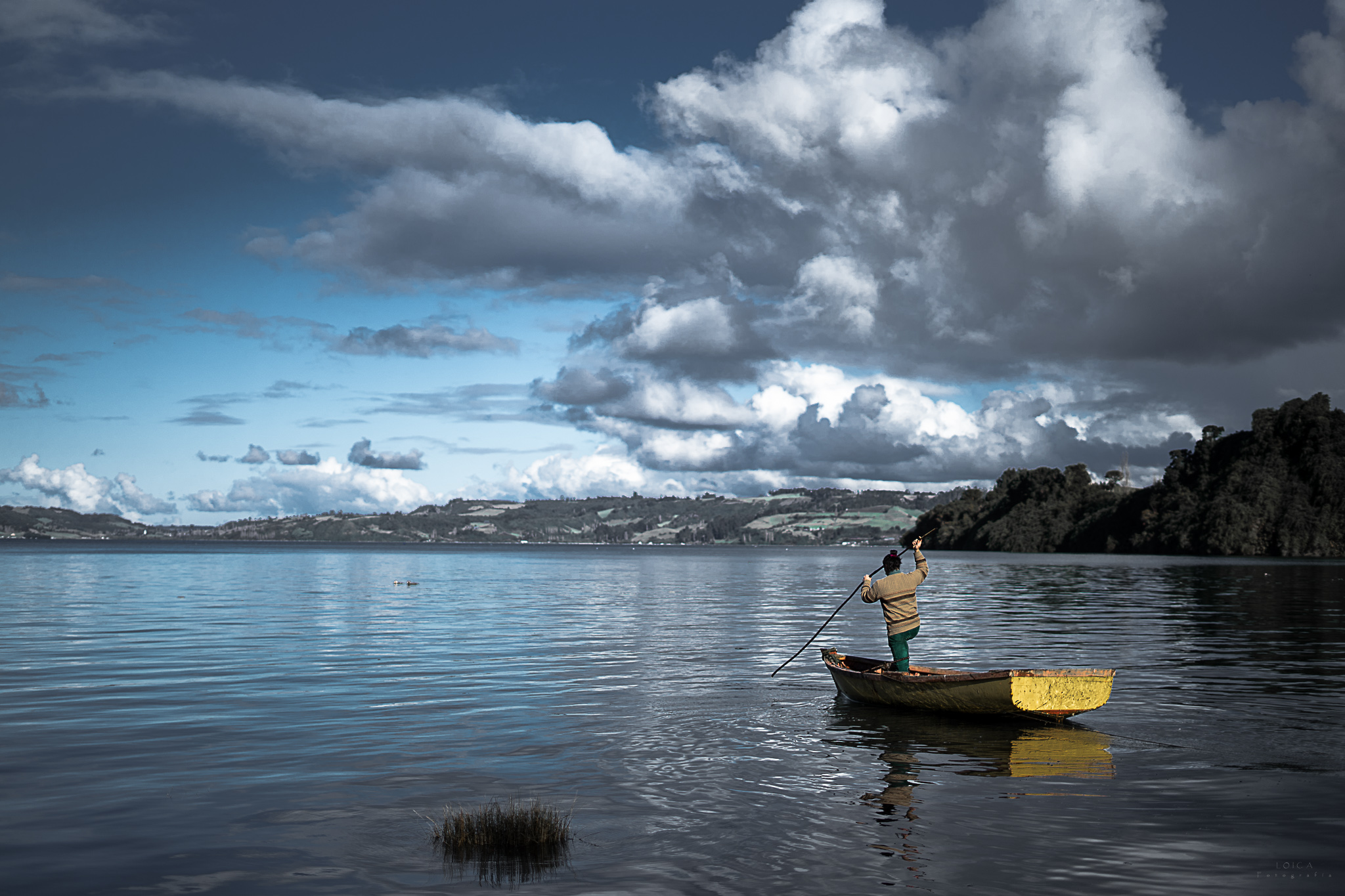
Hombre en un bote cerca del parque nacional Chiloé.

- Entrada principal, oficinas de CONAF, museo
- Sendero educativo
- Dunas
- Bosque de arrayanes de Colecole
- Río Anay
- Río Ñango
- Río Abtao
- Río Chepu
- Alerzales
- Río Pescado (o Refugio)
- Islote Metalqui

## Visitantes

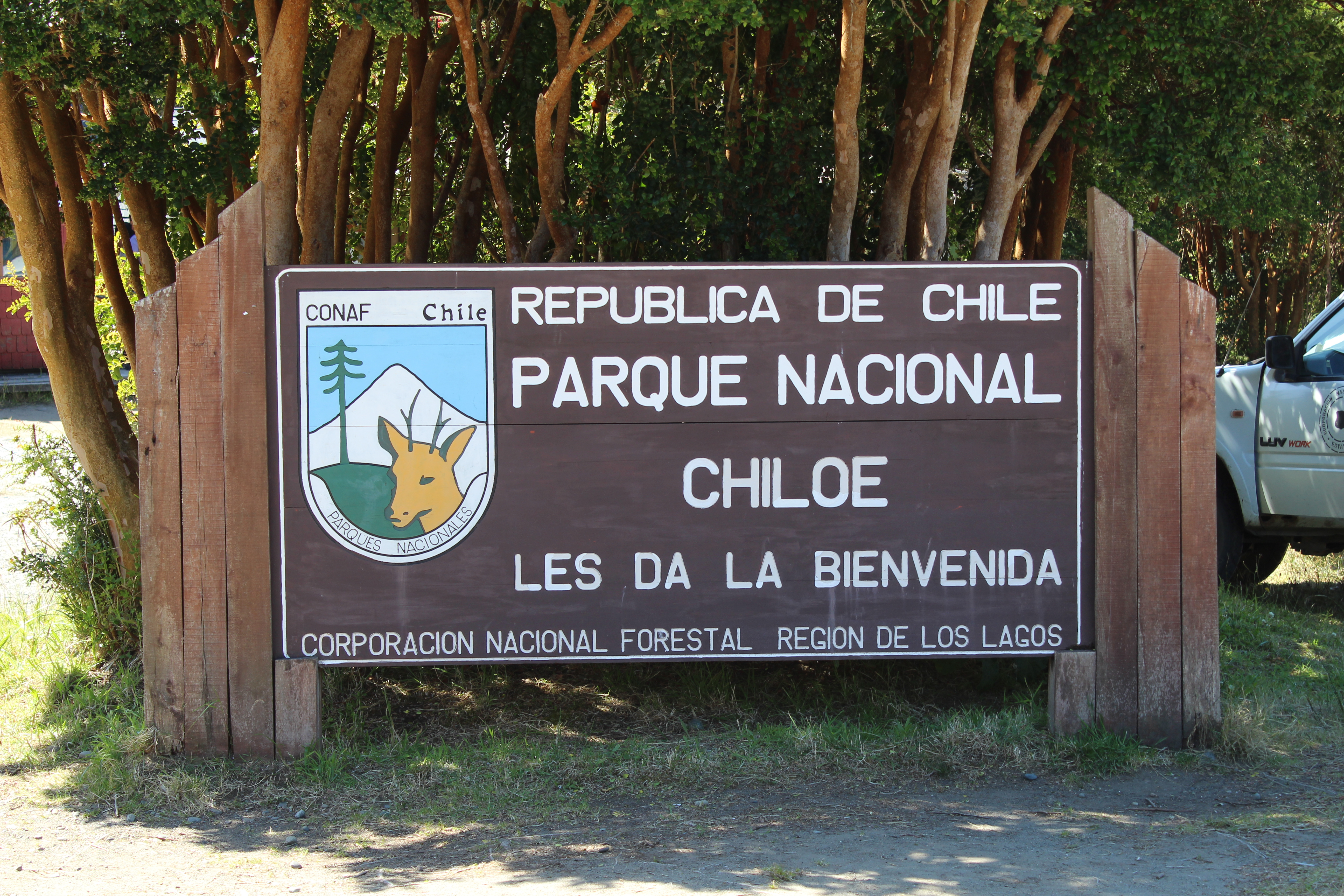
Bienvenida a visitantes en el parque nacional Chiloé.

Este parque recibe una gran cantidad de visitantes chilenos y extranjeros cada año.
| Año         | 2012   | 2013   | 2014   | 2015   | 2016   | 2017   | 2018   | 2019   | 2020   | 2021   | 2022   | 2023   | 2024   |
| ----------- | ------ | ------ | ------ | ------ | ------ | ------ | ------ | ------ | ------ | ------ | ------ | ------ | ------ |
| chilenos    | 21.580 | 25.057 | 31.864 | 40.561 | 44.932 | 37.557 | 40.236 | 40.330 | 25.665 | 18.536 | 43.339 | 28.096 | 22.284 |
| extranjeros | 5.469  | 6.085  | 7.802  | 8.063  | 8.620  | 8.225  | 8.472  | 7.832  | 2.960  | 172    | 2.402  | 5.512  | 8.613  |
| Total       | 27.049 | 31.142 | 39.666 | 48.624 | 53.552 | 45.782 | 48.708 | 48.162 | 28.625 | 18.708 | 45.741 | 33.608 | 30.897 |